# Baie de Sangareya
Baie de Sangareya är en vik i Guinea. Den ligger i den västra delen av landet, 17 km nordväst om huvudstaden Conakry.